# Innhovde
Der Innhovde (norwegisch für Innerer Hügel) ist eine blanke und felsige Landspitze an der Prinz-Harald-Küste des ostantarktischen Königin-Maud-Lands. Sie liegt am vereisten Kopfende der Bucht Fletta am Südwestufer der Lützow-Holm-Bucht.
Norwegische Kartographen, welche die Landspitze auch benannten, kartierten sie anhand von Luftaufnahmen der Lars-Christensen-Expedition 1936/37.